# Francesco Schupfer
Francesco Schupfer (Chioggia, 5 gennaio 1833 – Roma, 8 settembre 1925) è stato un giurista e politico italiano, studioso di storia del diritto e accademico dei Lincei.

## Biografia
Nacque a Chioggia da Francesco, pretore in quella città, e Anna Duse Masin ma diceva di essere originario "delle valli Retiche".

Studiò a Vienna, Heidelberg, Gottinga ed a Innsbruck.

Si laureò all'Università di Vienna nel 1858, ottenne la docenza di storia del diritto nell'Università di Padova nel 1860 e fu nominato professore straordinario a Innsbruck nel 1864.

Cattedratico a Padova nel 1866 ricoprì poi la cattedra di storia del diritto italiano a Roma dal 1878 al 1920.

Divenne membro dell'Accademia dei Lincei dal 1883 e senatore dal 17 novembre 1898.